# Warszawa Śródmieście WKD
Železniční stanice Warszawa Śródmieście WKD slouží regionální dopravě ve Varšavě, Mazovském vojvodství.

## Obecný přehled
Železniční stanice Warszawa Śródmieście WKD byla otevřena dne 8. prosince roku 1963. Je obsluhována regionálními spoji dopravce Warszawska Kolej Dojazdowa, zkráceně (WKD), který provozuje příměstskou osobní železniční dopravu na vlastní železniční síti spojující centrum Varšavy s obcemi Michałowice, Pruszków, Brwinów, Podkowa Leśna, Milanówek a Grodzisk Mazowiecki jihozápadně od Varšavy. Tato stanice je propojena systémem podzemních chodeb o délce 300 metrů se sousedící železniční stanicí Warszawa Centralna.
| Linka | Směr                                                                                          | Interval   |
| ----- | --------------------------------------------------------------------------------------------- | ---------- |
|       | Warszawa Śródmieście WKD – Pruszków WKD – Podkowa Leśna Główna – Grodzisk Mazowiecki Radońska | 15/60 min. |
|       | Warszawa Śródmieście WKD – Pruszków WKD – Podkowa Leśna Główna – Milanówek Grudów             | 30/60 min. |

## Přehled počtu spojů
Přehled počtu spojů je pouze orientační
Ze stanice odjíždí spoje do stanic:
- Grodzisk Mazowiecki Radońska
  - 31 vlaků ve všední dny (kromě července a srpna)
  - 28 vlaků ve všední dny v červenci a srpnu
  - 22 vlaků o sobotách, nedělích a svátcích
- Komorów
  - 8 vlaků ve všední dny (kromě července a srpna)
- Milanówek Grudów
  - 16 vlaků ve všední dny
  - 15 vlaků o sobotách, nedělích a svátcích
- Podkowa Leśna Główna
  - 7 vlaků ve všední dny (kromě července a srpna)
  - 3 vlaky ve všední dny v červenci a srpnu

Do stanice přijíždí spoje ze stanic:
- Grodzisk Mazowiecki Radońska
  - 30 vlaků ve všední dny (kromě července a srpna)
  - 29 vlaků ve všední dny v červenci a srpnu
  - 21 vlaků o sobotách, nedělích a svátcích
- Komorów
  - 8 vlaků ve všední dny v červenci a srpnu
- Milanówek Grudów
  - 17 vlaků ve všední dny (kromě července a srpna)
  - 16 vlaků ve všední dny v červenci a srpnu
  - 16 vlaků o sobotách, nedělích a svátcích
- Podkowa Leśna Główna
  - 8 vlaků ve všední dny (kromě července a srpna)
  - 3 vlaky ve všední dny v červenci a srpnu

Celkový počet spojů, které obsluhuje stanice:
- 125 vlaků ve všední dny (kromě července a srpna)
- 95 vlaků ve všední dny v červenci a srpnu
- 74 vlaků o sobotách, nedělích a svátcích

## Železniční tratě
Železniční stanicí Warszawa Śródmieście WKD prochází železniční tratě:
- 47 Warszawa Śródmieście WKD – Grodzisk Mazowiecki Radońska

## Galerie

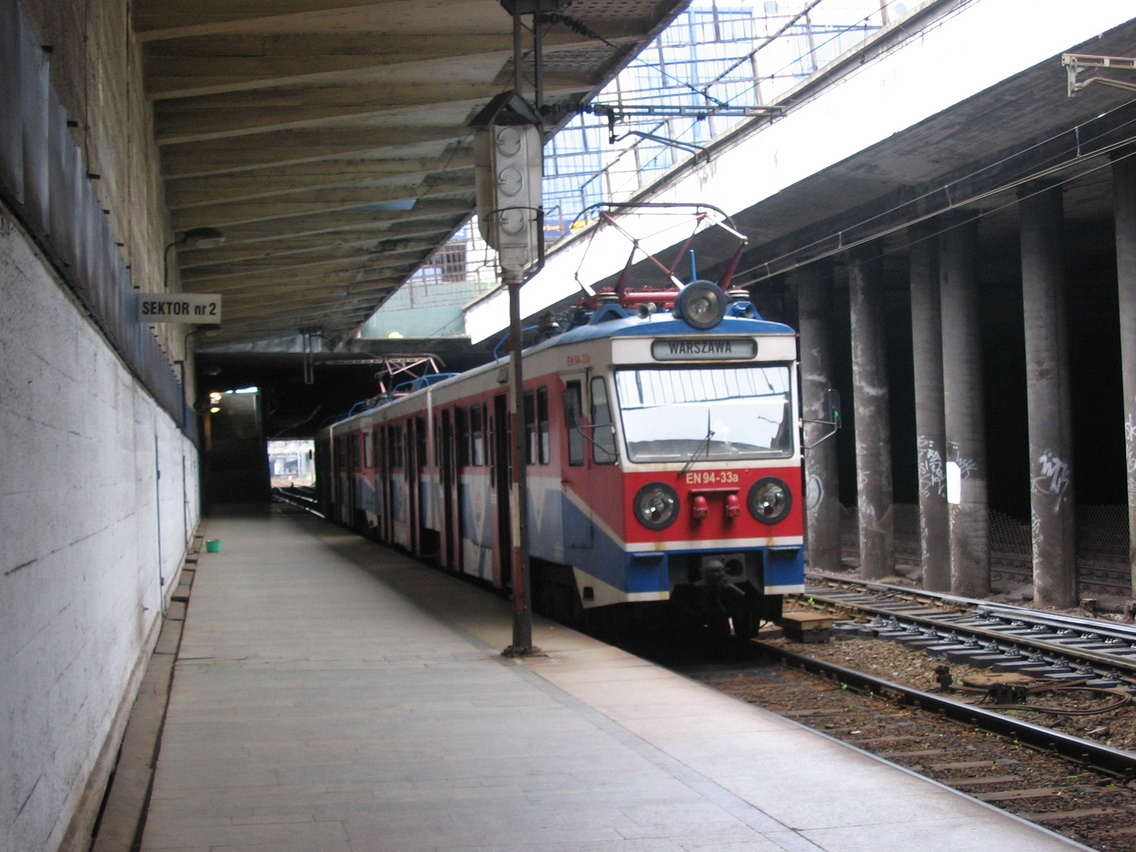
Nástupiště
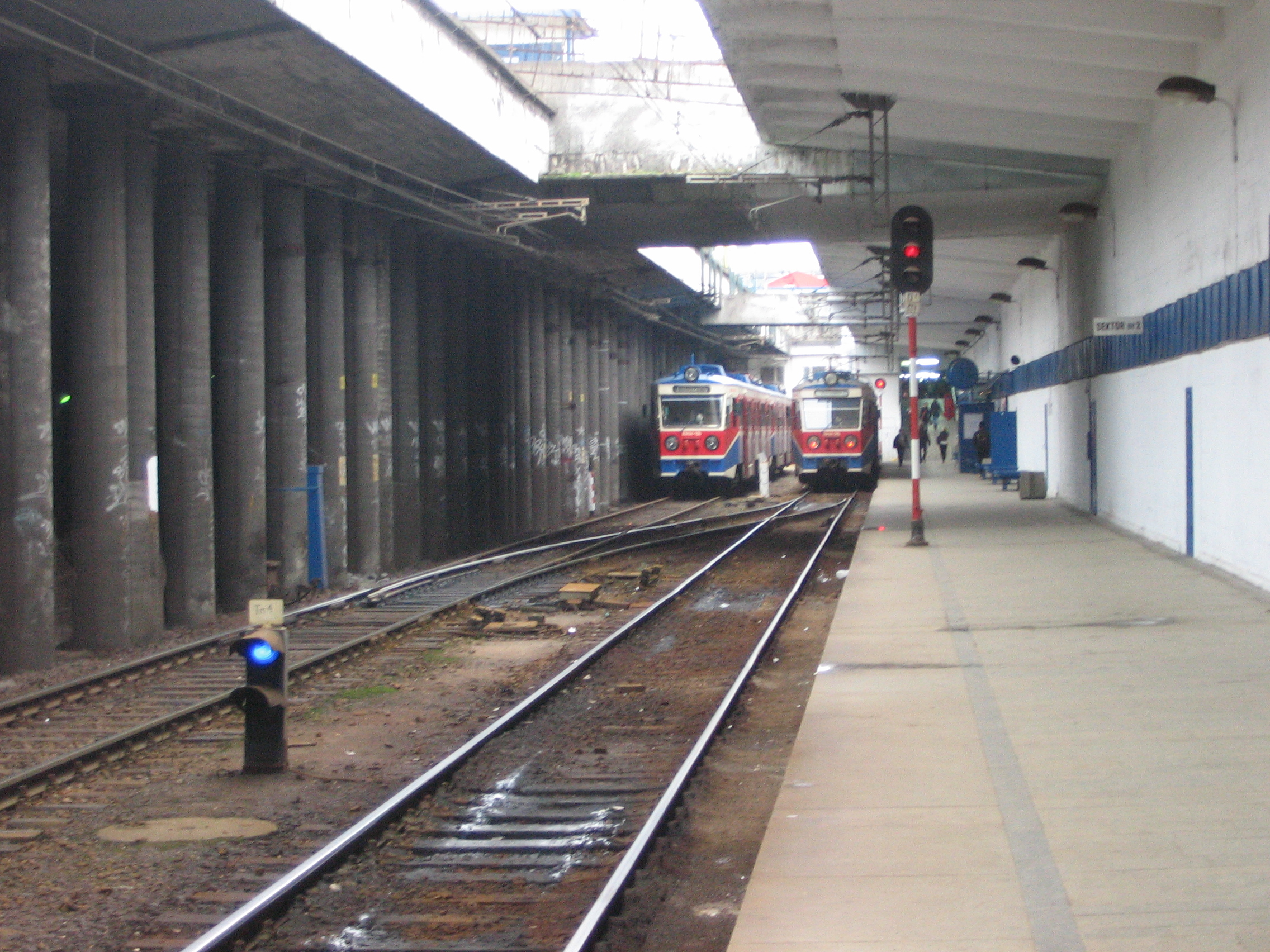
Nástupiště
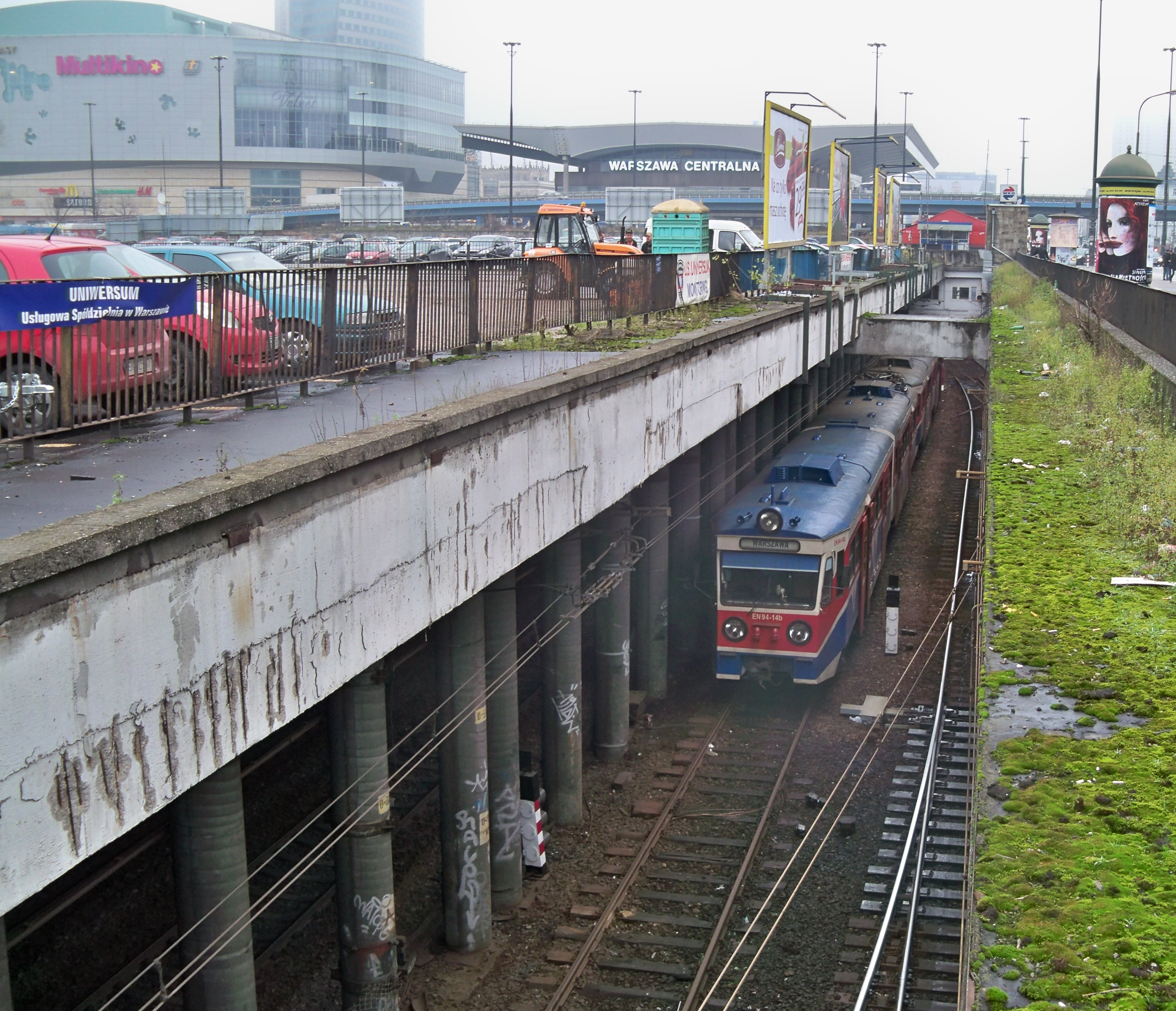
Warszawa Śródmieście WKD, v pozadí Warszawa Centralna
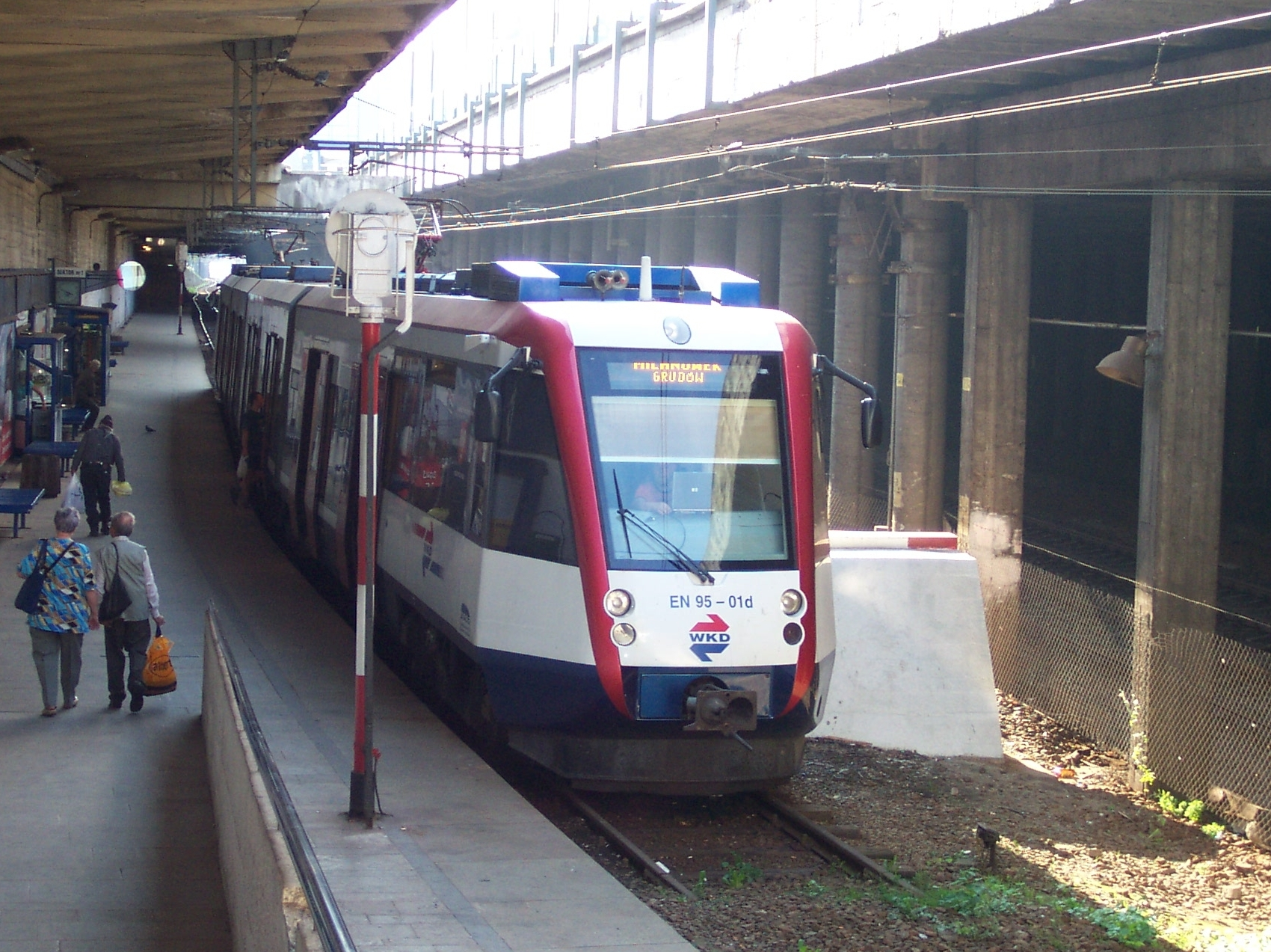
Jednotka EN95
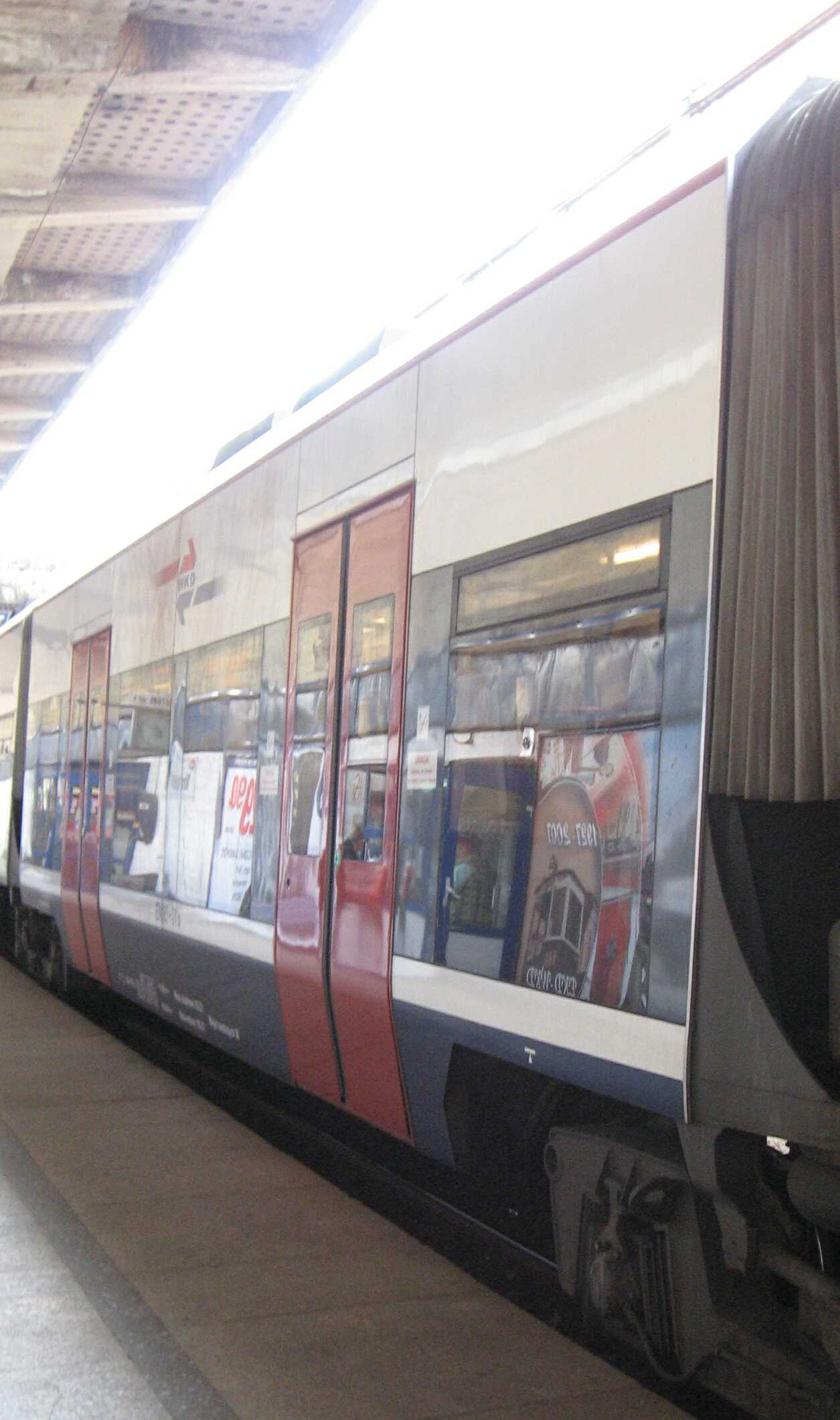
Jednotka EN95